# Сомілл
Сомілл (англ. Sawmill) — переписна місцевість (CDP) в США, в окрузі Апачі штату Аризона. Населення — 564 особи (2020).

## Географія
Сомілл розташований за координатами 35°53′39″ пн. ш. 109°9′26″ зх. д. / 35.89417° пн. ш. 109.15722° зх. д. (35.894101, -109.157241). За даними Бюро перепису населення США в 2010 році переписна місцевість мала площу 14,96 км², з яких 14,94 км² — суходіл та 0,02 км² — водойми.

## Демографія
Згідно з переписом 2010 року, у переписній місцевості мешкало 748 осіб у 196 домогосподарствах у складі 161 родини. Густота населення становила 50 осіб/км². Було 243 помешкання (16/км²).
Расовий склад населення:
| - 98,0 % — корінних американців - 0,7 % — білих - 0,1 % — чорних або афроамериканців |

До двох чи більше рас належало 1,2 %. Частка іспаномовних становила 0,9 % від усіх жителів.
За віковим діапазоном населення розподілялося таким чином: 39,4 % — особи молодші 18 років, 50,3 % — особи у віці 18—64 років, 10,3 % — особи у віці 65 років та старші. Медіана віку мешканця становила 26,6 року. На 100 осіб жіночої статі у переписній місцевості припадало 101,1 чоловіків; на 100 жінок у віці від 18 років та старших — 95,3 чоловіків також старших 18 років.
Середній дохід на одне домашнє господарство становив 32 800 доларів США (медіана — 25 750), а середній дохід на одну сім'ю — 35 554 долари (медіана — 22 500). Медіана доходів становила 40 000 доларів для чоловіків та 33 571 долар для жінок. За межею бідності перебувало 51,0 % осіб, у тому числі 70,4 % дітей у віці до 18 років та 32,9 % осіб у віці 65 років та старших.
Цивільне працевлаштоване населення становило 117 осіб. Основні галузі зайнятості: освіта, охорона здоров'я та соціальна допомога — 46,2 %, публічна адміністрація — 20,5 %, роздрібна торгівля — 10,3 %, мистецтво, розваги та відпочинок — 7,7 %.